# Wilhelm Preetorius (Politiker)
Philipp Wilhelm Preetorius, auch Prätorius (* 16. August 1791 in Stromberg; † 30. Juli 1863 in Alzey) war ein deutscher Lederfabrikant und Abgeordneter der 2. Kammer der Landstände des Großherzogtums Hessen.
Philipp Wilhelm Preetorius war der Sohn von Balthasar Preetorius und dessen Ehefrau Elisabetha geborene Brauch. Preetorius, der evangelischer Konfession war, heiratete Luise geborene Rauschert, die Tochter des Handelsmanns Philipp Rauschert. Der älteste Sohn, Johann Georg Philipp (gen. Philipp; * 21. Juni 1822 in Alzey) wurde Kaufmann, Lederfabrikant und Kommerzienrat, der vierte Sohn hieß Philipp Emil (gen. Emil; * 15. März 1827 in Alzey; † 19. November 1905 in St. Louis, USA) war Jurist und Journalist und ist 1853 in die USA ausgewandert, der fünfte Sohn  Karl Julius Preetorius (gen. Karl; * 11. September 1830 in Alzey; † 13. Juni 1901 ebenda) wurde Lederfabrikant und Buchdruckereibesitzer in Alzey. Auch sein Schwager, Georg Philipp Rauschert wurde Landtagsabgeordneter. Philipp Wilhelm Preetorius lebte als Lederfabrikant in Alzey.
1834 und erneut 1851 bis 1856 gehörte er der Zweiten Kammer der Landstände an. Er wurde für den Wahlbezirk Rheinhessen 1/Alzey und dann Wahlbezirk Rheinhessen 8/Alzey gewählt. Er vertrat demokratische Positionen.